# Cartierul Gruia din Cluj-Napoca
Gruia (în maghiară Fellegvár) este un cartier situat în nord-vestul centrului municipiului Cluj-Napoca. Denumirea românească provine de la haiducul Gruia Novac și a fost oficializată în anul 1923.

## Geografie
Cartierul este situat pe un deal proeminent aflat la nord de centrul istoric al orașului. Versantul sudic al acestuia, abrupt și stâncos, coboară către zona centrală, în timp ce panta nordică are o înclinație mai lină, desfășurându-se în direcția râului Nadăș. Limita vestică a cartierului este marcată de Tăietura Turcului (în maghiară Törökvágás), o trecătoare.

## Istorie
Dealul pe care se află cartierul a fost cunoscut odinioară, în tradiția populației maghiare, sub denumirea de Kőmál. În exprimare arhaică, numele Kőmál poate fi tradus ca „coasta pietroasă”. Deși această denumire nu mai este utilizată în vorbirea cotidiană, ea persistă în unele surse istorice și toponimice.
Versantul sudic al acestui deal, cu o pantă pronunțată și expunere spre oraș, a fost folosit timp de secole — din Evul Mediu până în epoca modernă — pentru cultivarea viței-de-vie și a pomilor fructiferi. Prima amenajare permanentă cunoscută datează din anul 1587, când pe latura nord-estică a fost înființat un cimitir destinat comunității hoștăzene din Hídelve, o veche hoștează a Clujului. Cimitirul, cunoscut astăzi sub numele de Cimitirul Crișan, a fost întemeiat cu sprijinul filialei locale a unei confrerii de tip Kaland, o asociație catolică cu caracter religios și caritabil, specifică orașelor din Europa Centrală începând cu Evul Mediu.
Prima construcție semnificativă din zonă a fost ridicată la începutul perioadei Principatului Transilvaniei aflat sub dominația Habsburgilor. În contextul consolidării controlului imperial asupra provinciei, autoritățile austriece au construit pe culmea Kőmálului o fortificație de tip bastionar, parte a unui sistem defensiv implementat în mai multe orașe transilvănene. Cetatea a fost construită în mai multe etape între 1715 și 1735 și a fost cunoscută în rândul populației maghiare locale sub denumirea de Fellegvár („Cetățuie”), toponim care a fost ulterior extins la întregul cartier în limba maghiară. 

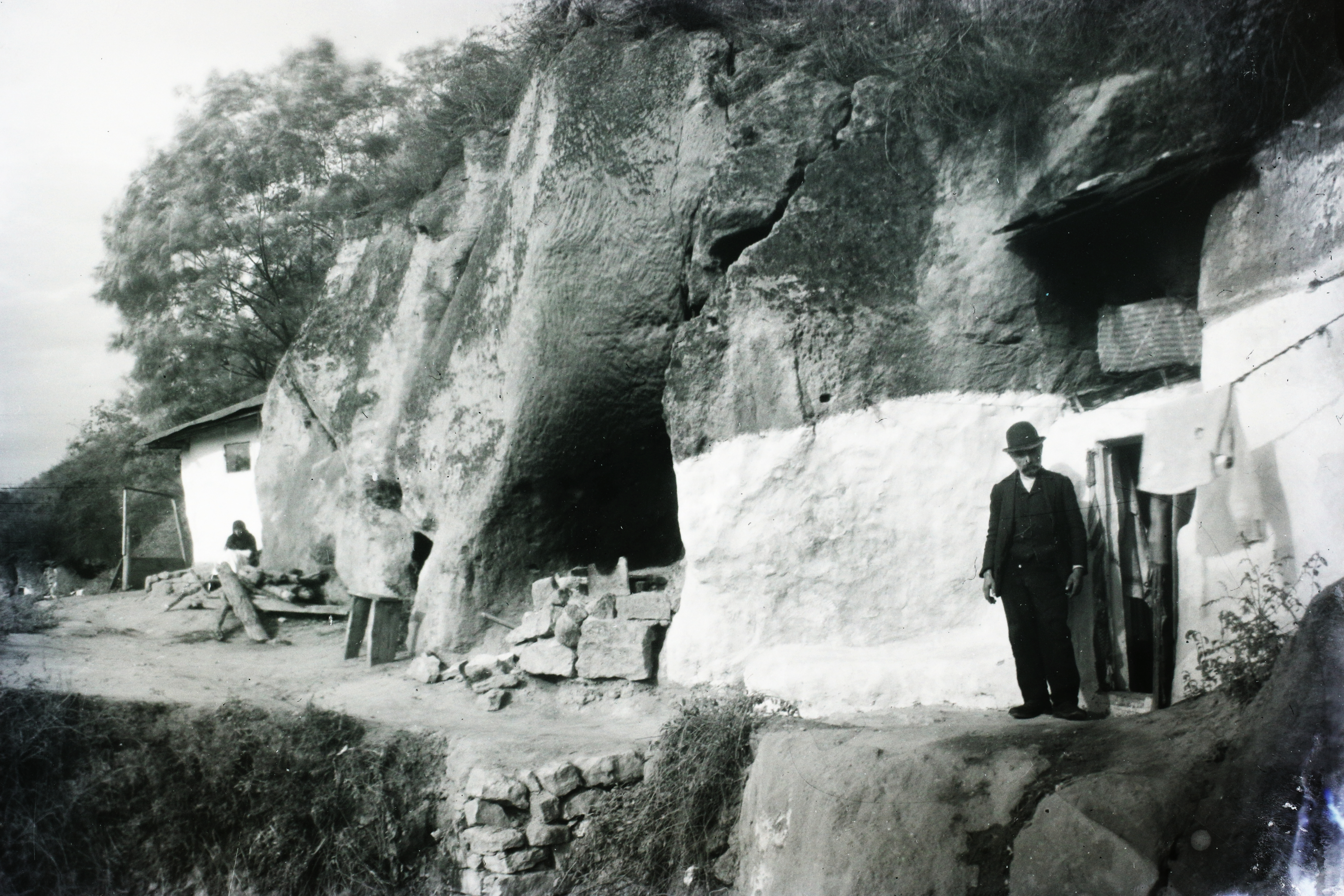
Locuințe în stâncă zona Sub Șanț, 1908

Începând din secolul al XIX-lea, familii sărace au început să se stabilească pe versantul sudic abrupt al dealului, în apropierea traseului care ducea spre cetate. Regiunea a devenit cunoscută sub denumirea de Sáncalja („Sub Șanț” în maghiară), făcând trimitere la vechiul șanț de apărare al fortificației. Cartierul marginal, aflat la limita orașului de atunci, era caracterizat de condiții precare de locuire, unele dintre adăposturi fiind săpate direct în stâncă sau amenajate în grote naturale.
Până la sfârșitul secolului al XIX-lea, rețeaua de drumuri din zonă începea să prindă contur. Drumul spre Baciu corespunde actualei străzi Emil Racoviță. Drumul de acces spre cetate a evoluat în actualele străzi Mecanicilor, cunoscută în trecut ca Kalandos utca (denumire ce amintea de Kaland), și Cetății, care a purtat odinioară numele de Pekry utca.
Industrializarea și construirea rețelei feroviare au accelerat extinderea orașului spre versantul nordic al dealului. Prima parcelare organizată a avut loc în anii 1880, fiind inițiată de istoricul Kőváry László, care și-a împărțit proprietatea de 50.000 m² în aproximativ 100 de loturi, vândute muncitorilor feroviari la prețuri accesibile, adesea oferind și credite fără dobândă pentru construcția de locuințe. Cea mai importantă dintre străzile rezultate în urma acestei parcelări îi poartă astăzi numele.
La sfârșitul secolului al XIX-lea, zona Cetățuii a intrat într-o nouă etapă de reamenajare urbană, impulsionată de moartea tragică a împărătesei Elisabeta („Sissi”) în anul 1898. În acel context, s-a înființat o asociație dedicată înfrumusețării orașului, avându-l ca președinte pe fostul primar și profesor universitar Károly Haller. Sub coordonarea sa, administrația a lansat un proiect care cuprindea atât o promenadă șerpuită urcând spre Cetățuie dinspre Someș, traversând zona „Sub Șanț”, cât și construirea unui pod pietonal peste râu. Promenada a fost amenajată în anii următori, fiind plantate aliniamente de arbori și trasate alei în serpentine, iar în anul 1901, la capătul traseului, a fost amplasat bustul împărătesei Elisabeta, realizat de sculptorul Alajos Stróbl. Traseul a primit denumirea de Promenada Elisabeta (Erzsébet sétány).
Pentru a asigura legătura cu Parcul Central, aflat pe malul opus al Someșului Mic, proiectul a fost completat cu realizarea Podului Elisabeta, un pod pietonal din fier forjat inaugurat în 1902, care a primit același nume comemorativ.
În anii premergători Primului Război Mondial, de-a lungul drumului ce lega orașul de comuna Baciu — actuala stradă Emil Racoviță, cunoscută la acea vreme sub numele de Erzsébet út, tot după împărăteasa Sissi — au început să fie înlocuite vechile podgorii cu vile elegante. Multe dintre aceste clădiri, inspirate de Secesiunea vieneză, au conferit străzii un caracter distinct și elegant. Odată cu pavarea drumului, aceasta a devenit una dintre cele mai apreciate zone rezidențiale ale orașului. În această perioadă au locuit în cartier numeroși intelectuali, printre care Emil Racoviță, Sextil Pușcariu și Gábor Gaál.
După Unirea Transilvaniei cu România, conducerea românească a oficializat denumirea de Gruia. În anii 1920, la marginea zonei construite a fost ridicat un sanatoriu pentru bolnavii de plămâni, fondat de medicul Cornel Cozmutza, fiul scriitoarei și activistei Otilia Marchiș-Bölöni. Ulterior, terenurile agricole din zonă au fost parcelate și vândute, iar rețeaua de străzi s-a extins; intersecția de la baza pantei s-a transformat în nodul urban cunoscut astăzi sub numele de „Șapte străzi”.
Până în perioada Dictatul de la Viena, majoritatea străzilor actuale erau deja trasate și amenajate. Terenurile rămase libere au fost treptat ocupate prin construcția de locuințe modeste, ridicate de lucrători din industrie și de mici gospodari. În anul 1944, bombardamentele aliate care vizau gara orașului au provocat distrugeri semnificative în cartier, în special în zona dintre strada Kőváry László și intersecția „Șapte străzi”.

După război, în perioada Republicii Populare Române, casele distruse au fost reconstruite, iar parcelele rămase goale au fost completate. În 1952 a fost ridicat turnul de parașutism pe marginea vestică a colinei. În aceeași perioadă a fost demontat bustul împărătesei Elisabeta. În 1962, zona Sub Șanț a fost demolată, iar după consolidarea versantului au fost construite cinci blocuri moderne.

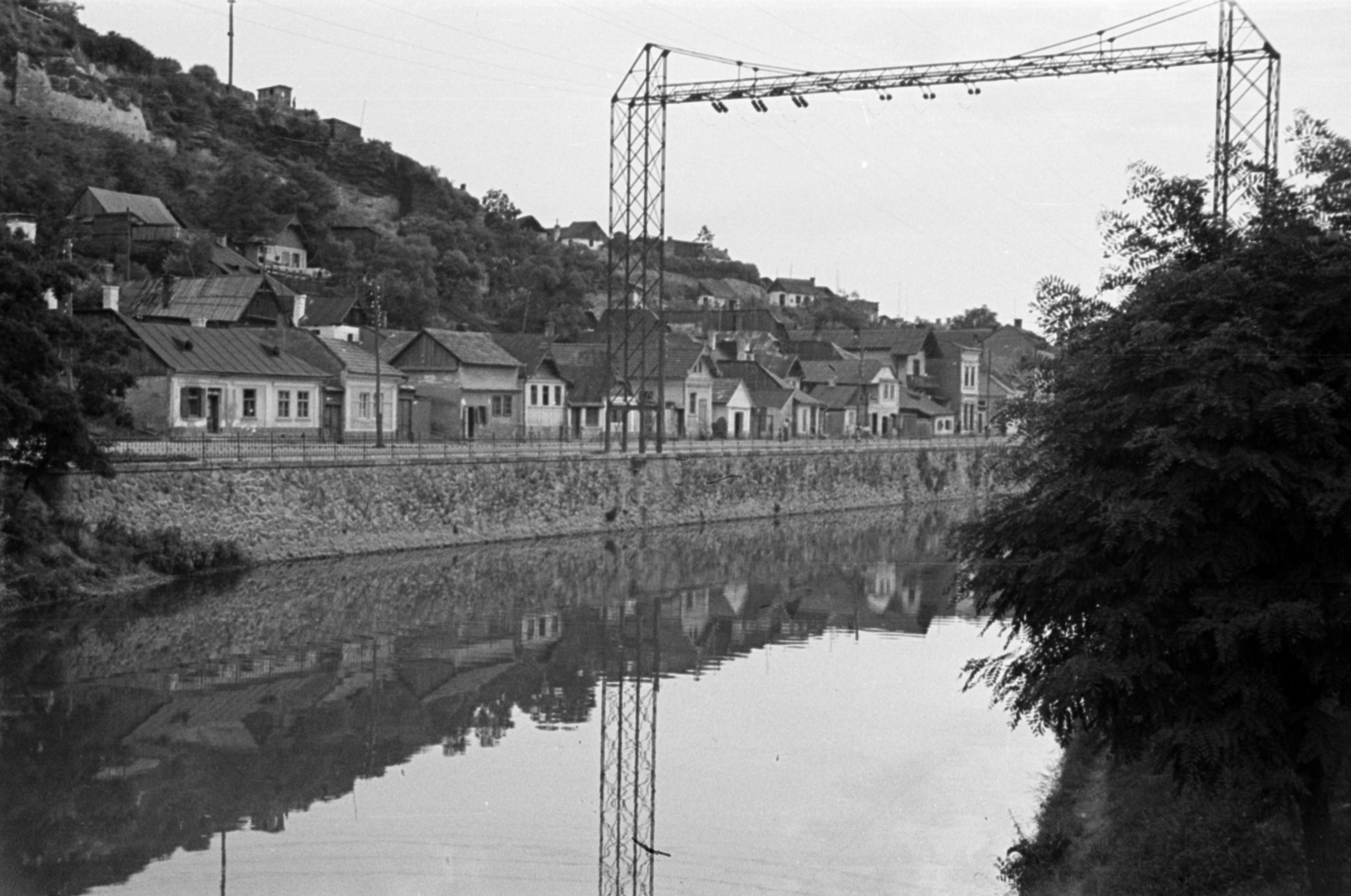
Zona Sub Șanț, 1942

În Republica Socialistă România, dezvoltarea urbană a continuat: în 1973 a fost inaugurat Stadionul Dr. Constantin Rădulescu, iar în 1977 s-a construit Hotelul Belvedere, una dintre cele mai mari clădiri din zonă, pe platoul Cetății.

## Descrierea Cartierului
Cartierul își păstrează în mare măsură funcția rezidențială, fiind alcătuit preponderent din case individuale. Clădirile în regim colectiv, specifice perioadei comuniste, sunt limitate la capătul străzii Gruia, unde au fost ridicate câteva blocuri de locuințe. Pe strada Emil Racoviță, o parte semnificativă a vilelor construite înainte de cel de-al Doilea Război Mondial s-a păstrat, contribuind la imaginea distinctă a zonei.
În cartier se află câteva instituții importante: Hotel Belvedere (care găzduiește și școala Mathias Corvinus Collegium), Stadionul Dr. Constantin Rădulescu, Școala Specială Pentru Deficienți De Auz „Kozmutza Flóra” (în fosta clădire a sanatoriului) și Cimitirul Crișan. Zona cetății și a hotelului este populară pentru priveliștile sale și funcționează ca zonă de agrement.